# Æthelhere dell'Anglia orientale
Æthelhere (... – 15 novembre 655) fu re dell'Anglia orientale dalla morte del fratello Anna al 655.
Partecipò all'imponente invasione organizzata da Penda di Mercia ai danni della Bernicia nel 655. Un passaggio della Historia ecclesiastica gentis Anglorum di Beda sembra suggerire che il fautore della guerra sia stato proprio questo sovrano. Tuttavia, si è ipotizzato anche che un errore di punteggiatura nei manoscritti d'epoca successiva abbia confuso la frase originale che avrebbe invece voluto indicare in Penda il vero responsabile del conflitto.
Quando il 15 novembre i due schieramenti si affrontarono nella battaglia di Winwaed, Aethelhere prese parte al combattimento a differenza di altri alleati più potenti di Penda quali Aethelwald di Deira e Cadfael ap Cynfeddw del Gwynedd che disertarono. Aethelhere rimase ucciso nello scontro, insieme a Penda.